# Giunone e il pavone (dramma)
Giunone e il pavone (Juno and the Paycock), tradotto anche come La spia, è un'opera teatrale del drammaturgo irlandese Seán O'Casey, portata al debutto a Dublino nel 1924. L'opera è il secondo capitolo della "Trilogia di Dublino" di O'Casey, iniziata nel 1923 con Il falso repubblicano e portata a termine nel 1926 con L'aratro e le stelle.  
In Italia fu portata in scena col titolo La spia al Teatro delle Arti di Anton Giulio Bragaglia nella stagione 1939/1940, nella traduzione di Alessandra Scalero, con la regia di Nino Meloni, scenografie di Maria Signorelli e un cast che annoverava Giovanna Scotto, Carlo Bianchi, Giuseppe Pierozzi e Gemma Griarotti nei ruoli principali.

## Trama

### Atto I
La famiglia Boyle fatica a tenersi a galla nella Dublino dei primi anni 1920, in piena guerra civile irlandese. Il paterfamilias, il "capitano" Jack, è un nullafacente e millantatore, che spende i pochi soldi che possiede al pub insieme all'amico Joxer Daly. La moglie Juno porta a casa l'unico stipendio su cui la famiglia possa contare, dato che la figlia Mary è in sciopero e il figlio Johnny è disabile, avendo perso un braccio durante la guerra d'indipendenza. Johnny però nasconde altri segreti: è terrorizzato all'idea che l'IRA lo uccida a causa del suo tradimento (e successiva eliminazione da parte dei sostenitori dello Stato Libero d'Irlanda) dell'amico Robbie Trancred. Il maestro di scuola Charles Bentham annuncia ai Boyle che sono appena entrati in possesso di un'autentica fortuna, avendo ereditato una forte somma da un parente di Jack, che giura quindi a Juno di ravvedersi e cambiare il proprio stile di vita.

### Atto II
Neanche due giorni dopo la scoperta dell'eredità, Jack ha già cominciato a sperperare il patrimonio (che non ha ancora ricevuto), acquistando articoli di lusso. I Boyle danno una festa, durante la quale sperano Bentham si fidanzi con Mary. I festeggiamenti sono momentaneamente interrotti dal passaggio del corteo funebre di Robbie: la madre, la signora Tancred, è devastata e si augura la fine della guerra. Jack, tuttavia, è troppo preso dalla propria fortuna per ascoltarla.

### Atto III
Due mesi più tardi, Bentham rompe ogni rapporto con i Boyle, compresa la fidanzata Mary, che ha messo incinta. Juno accompagna la figlia dal dottore e, mentre le due donne sono via di casa, i creditori esigono i loro soldi da Jack, confiscandogli alcuni dei beni che aveva comprato senza mai pagare. Tornata a casa, Juno annuncia la gravidanza della figlia e supplica il marito si usare i soldi rimasti per portare via la famiglia da Dublino. 
Jack confessa è improbabile che la famiglia metterà le mani sull'eredità: trascrivendo il testamento del moribondo, Bentham non aveva segnato il nome di Jack, ma aveva scritto solo "a mio cugino di primo grado", dando quindi adito alle pretese di un gran numero di cugini del morto. Mentre le spese legali si sono portate via gran parte dell'eredità, Bentham era fuggito dall'Irlanda per la vergogna. Furioso, Johnny critica il padre ed entrambi ripudiano Mary per la vergogna portata alla famiglia. Mentre i creditori confiscano i mobili dei Boyles, i membri dell'IRA trascinano via Johnny.
Poco tempo dopo Mary viene a sapere che un cadavere identico al figlio, crivellato di colpi, giace in attesa di identificazione alla stazione di polizia. Decisa ad avere una vita migliore per sé e per Mary, Juno lascia il marito e va dalla polizia per riconoscere il corpo del figlio. Tornato a casa ubriaco e inconsapevole della morte del figlio e dell'abbandono della moglie, Jack lamenta lo stato delle cose prima di crollare svenuto.

## Adattamenti
Nel 1929 Alfred Hitchcock diresse l'omonimo adattamento cinematografico. La grande popolarità della pièce nel Regno Unito è attestata dai numerosi adattamenti realizzati dalla BBC: quattro per la televisione e undici per la radio. Nel 1959 Marc Blitzstein e Joseph Stein hanno riadattato il dramma nel musical di Broadway Juno, portato al debutto da Shirley Booth e Melvyn Douglas nei ruoli dei protagonisti.

## Edizioni italiane
- Seán O'Casey, La spia, in Il Dramma, 15 marzo 1943.
- Seán O'Casey, "Giunone e il pavone", in Teatro, Einaudi, 1966.